# Национальные парки Бутана

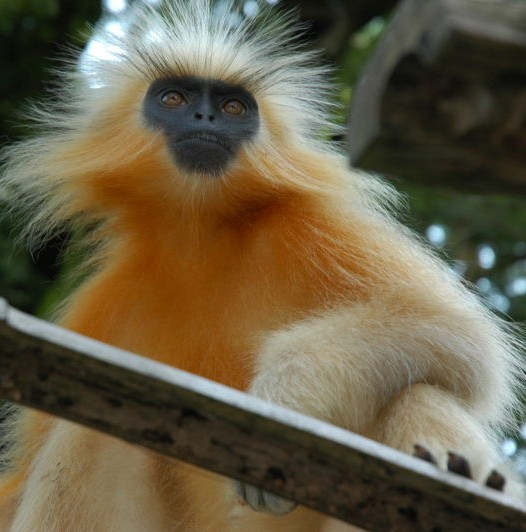
Золотой лангур

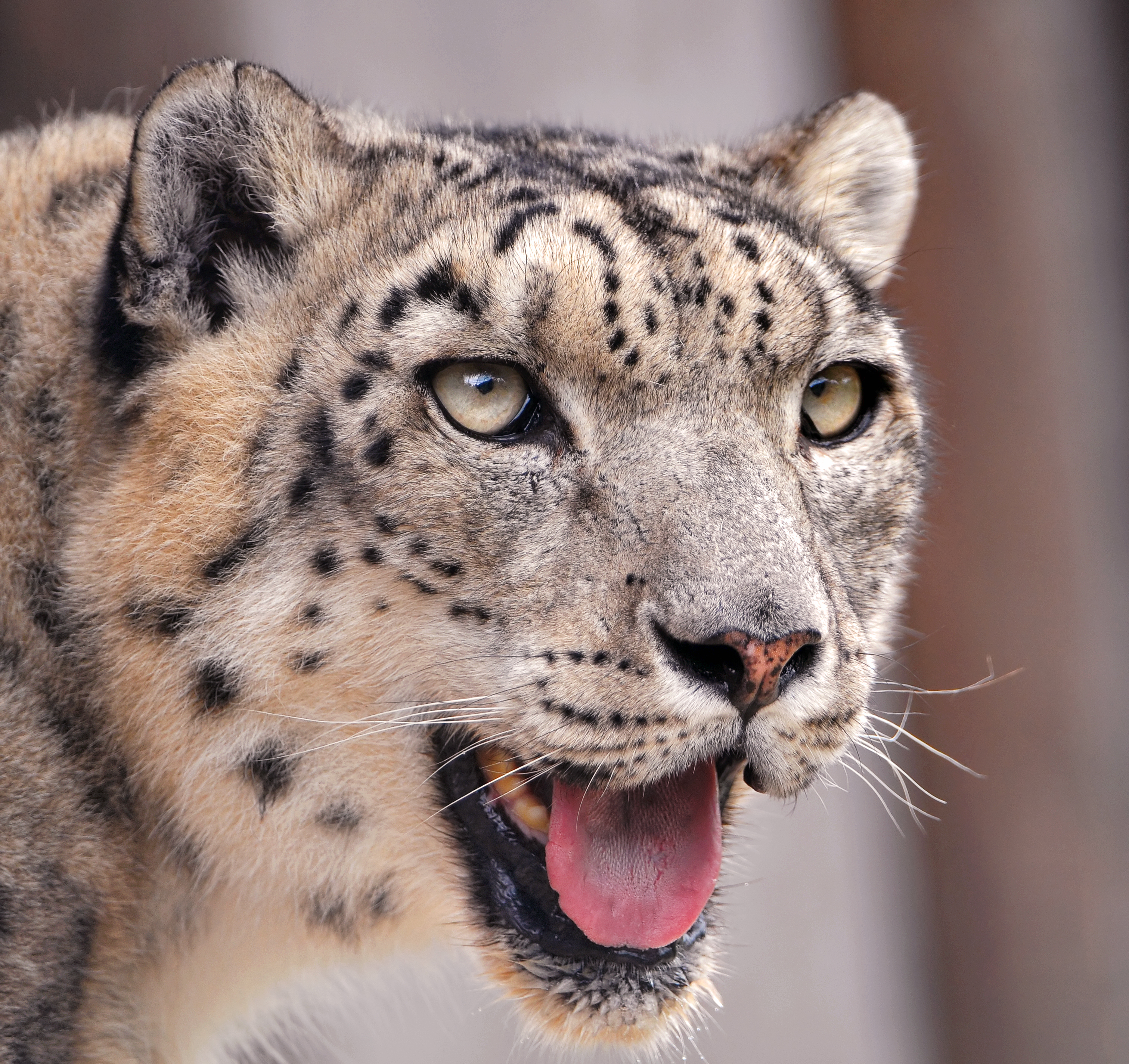
Ирбис

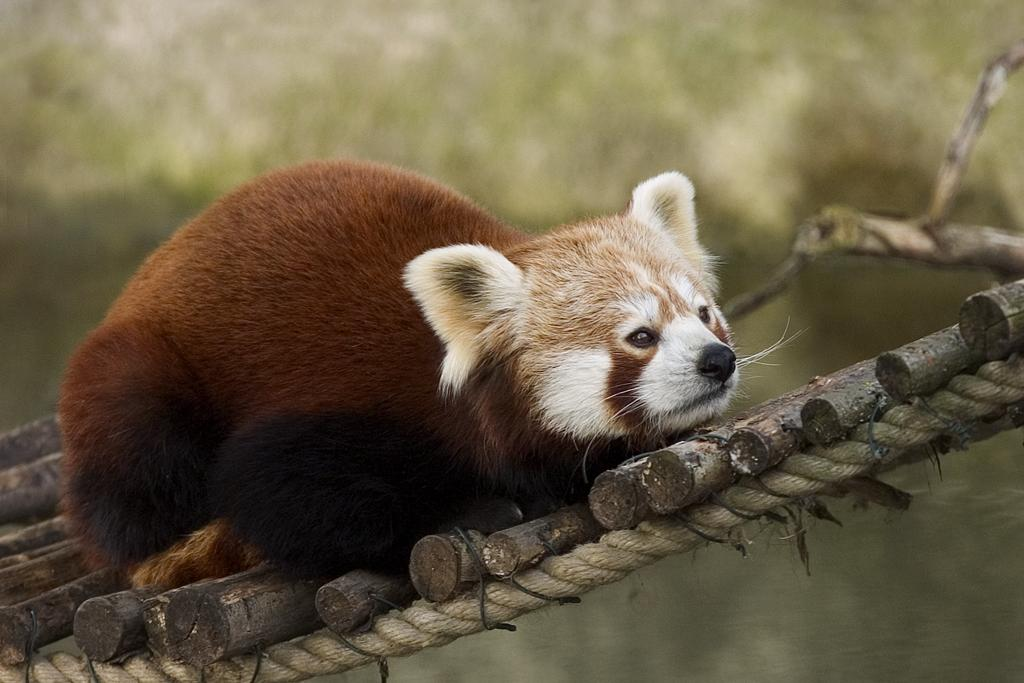
Малая панда

В настоящее время в Бутане существует пять национальных парков. В дополнение к национальным паркам, есть также заповедники. Вместе они формируют основу охраняемых природных территорий Бутана, занимают около 35 % территории страны. Каждый национальный парк имеет свои особенности, создан для защиты важнейших экосистем и не используется как туристический аттракцион. Управление особоохраняемыми территориями Бутана осуществляет Управление лесной и парковой службы Министерства сельского и лесного хозяйства (Department of Forest and Park Services, Ministry of Agriculture and Forests).
Список национальных парков Бутана
| № | Название парка | Дата основания | Изображение | Площадь, км² | Карта                                     |
| - | --- | -------------- | ----------- | ------------ | ----------------------------------------- |
| 1 | Национальный парк Джигме Дорджи (англ. Jigme Dorji National Park)                                                                                          | 1974           |             | 4350         |                                           |
| 2 | Национальный парк Джигме Сингье Вангчука (ранее Национальный парк Чёрных Гор) (англ. Jigme Singye Wangchuck National Park (Black Mountains National Park)) | 1995           |             | 1730         | Национальные парки Бутана (Бутан) · Точка |
| 3 | Королевский национальный парк Манас (англ. Royal Manas National Park)                                                                                      | 1966           |             | 1057         | Национальные парки Бутана (Бутан) · Точка |
| 4 | Национальный парк Тхрумшинг (англ. Thrumshingla National Park)                                                                                             | 1998           |             | 905,05       | Национальные парки Бутана (Бутан) · Точка |
| 5 | Парк столетия династии Вангчук (англ. Wangchuck Centennial Park)                                                                                           | 2008           |             | 4914         | Национальные парки Бутана (Бутан) · Точка |